# Territori Francès dels Àfars i dels Isses
Territori Francès dels Àfars i els Isses (Territoire Français des Afars et des Issas) fou el nom donat a la República de Djibouti durant el darrer període del domini francès, entre 1967 i 1977.
El 5 de juliol de 1967 el nom li fou assignat per un decret, substituint el de Costa Francesa dels Somalis. Representava els dos majors grups del territori, l'ètnia àfar i el clan dels isses (issas) somalis. El governador va passar a tenir la consideració d'alt comissionat, i el consell executiu s'ampliava a nou membres, sota la presidència del designat pel partit majoritari (abans presidit pel governador, amb el cap del partit majoritari com a vicepresident).

## Història
Després del canvi administratiu del 5 de juliol de 1967, Ali Aref Bourhan, el polític àfar pro francès i cap del partit Unió Nacional per a la Independència, va assolir la presidència del consell el dia 7. Tenia l'oposició dels somalis i de part dels àfars, que el consideraven pro francès. El 1972, es va crear la Lliga Popular Africana per a la Independència (Ligue Popular Africaine pour la Independence) dirigida per un issa (Hassan Gouled Aptidon) i un àfar (Ahmed Dini Ahmed). El Front d'Alliberament de la Costa dels Somalis (FLCS) va passar a constituir-ne el braç militar.
Les demandes d'independència es van incrementar després del 1975. El 29 de juliol de 1976, Aref Bourhan va deixar el seu càrrec a Abdallah Mohamed Kamil (també àfar). La llei de ciutadania que afavoria els àfars (que eren minoritaris) fou revisada el 1976 per incrementar-hi la representació dels isses. El maig de 1977 es va fer un referèndum en què majoritàriament es va optar per la independència i el 18 de maig l'issa Hassan Gouled Aptidon assolia el càrrec de primer ministre. El 27 de juny de 1977 es va proclamar la independència amb el nom de República de Djibouti, de la qual Aptidon fou el primer president.